# Man-Proof
 Man-Proof és una pel·lícula musical americana de Richard Thorpe, estrenada el 1938.

## Argument
Mimi Swift, la filla de la novel·lista Meg Swift, és enamorada del calavera Alan Wythe. Tot i que l'amic de Meg, el dibuixant de premsa Jimmy Kilmartin, intenti advertir Mimi que Alan no busca més que els diners i passar-ho bé, Mimi és sacsejada quan rep un telegrama en el qual la conviden a ser senyoreta d'honor al seu matrimoni amb l'hereva Elizabeth Kent. Mimi assisteix al matrimoni, desitjant de la felicitat a la parella, però s'embriaga i diu secretament a Alan de restar allunyat d'ella tot el possible.
Aquella nit, Jimmy retroba Mimi en un bar i li diu que oblidi Alan. La seva mare està d'acord i l'ajuda a obtenir un pis i un treball com a il·lustradora al diari on treballa Jimmy. Uns mesos més tard, Mimi està contenta del seu treball i ha guanyat el respecte de Jimmy. Quan Alan i Elizabeth tornen de la seva lluna de mel, Mimi va a la vesprada que organitzen. Demana a Alan que sigui el seu amic. Aquesta idea agrada a Alan i la convida a un partit de boxa alguns dies més tard. Meg i Jimmy, que assisteixen també al combat, observen Mimi i Alan i estan inquiets per a Mimi.
L'endemà els confessa que estima Alan i que desitja que es divorciï per casar-se de nou amb ella. Crida també Elizabeth i li diu que està enamorada d'Alan. Aquell vespre mateix, Elizabeth anima Alan a sortir sol. Va al pis de Mimi. Elizabeth arriba després i diu a Mimi que Alan és massa egoista per estimar algú. Quan Elisabeth marxa, Alan diu a Mimi que Elizabeth té raó i torna amb la seva dona. Mimi es precipita amb Jimmy. Per canviar-li les idees, Jimmy proposa a Mimi un llarg passeig amb cotxe fins a casa de Meg a Long Island en el transcurs del qual segellen la seva «amistat». Quan parlen a Meg de la seva nova amistat, Meg somriu i els fa comprendre que estan enamorats des del començament. La pel·lícula s'acaba amb un intercanvi de petons.

## Repartiment
- Myrna Loy: Swift
- Franchot Tone: Jimmy Killmartin
- Rosalind Russell: Elisabeth Kent Wythe
- Walter Pidgeon: Alan Wythe
- Nana Bryant: Meg Swift
- Leonard Penn: Bob
- John Miljan: Tommy Gaunt
- William Stack: Ministre
- Oscar O'Shea: Gus - Barman
- Dan Tobey: Anunciant
- Rita Johnson: Florence (escenes suprimides)
- Ruth Hussey: Jane (escenes suprimides)